# 周洪江
周洪江（1964年—），山东莱州人，汉族，中华人民共和国政治人物、第十二届全国人民代表大会山东地区代表。现任张裕集团董事长。

## 生平
加入中国共产党。2013年，担任全国人大代表。2018年2月24日，当选为第十三届全国人大代表。